# きかんしゃトーマス・汽車のえほんのディーゼル機関車
きかんしゃトーマス・汽車のえほんのディーゼル機関車（きかんしゃトーマス・きしゃのえほんのディーゼルきかんしゃ）ではウィルバート・オードリーと息子のクリストファー・オードリー（原作27巻から）が作り上げた 、イギリスの架空の島ソドー島を舞台に、そこの鉄道網で活躍する機関車や自動車などとそれに関わる人々を描いた絵本『汽車のえほん（きしゃのえほん、原題・The railway series）』と、その映像化作品『きかんしゃトーマス（原題・Thomas the Tank Engine & Friends）』の内、ディーゼル機関車（一部気動車も含む）のキャラクターを扱う。

## メインキャラクター
ディーゼル（Diesel）
英国吹き替え- ケリー・シェイル（第13-24シーズン）→ヘンリー・ハリソン（第25シーズン-）
米国吹き替え- マイケル・ブランドン（第13シーズン-長編第7作）→マーティン・シャーマン（長編第8作-第18シーズン）→ケリー・シェイル（第19-24シーズン）→ショモイ・ジェームズ・ミッチェル（第25シーズン）→ウィル・バネジャ（第26シーズン-）
日本吹き替え- 郷里大輔（第2-8シーズン）→ケン・サンダース（長編第2作-第24シーズン）→山藤桃子（第25シーズン-）
入換用小型電気式ディーゼル機関車。モデルはイギリス国鉄の08形（クラス08）。車体色は黒。日本語版での一人称は「俺」か「俺様」。
ソドー島に最初にやってきたディーゼル機関車。「いじわるディーゼル（自惚れディーゼル）」と呼ばれるほど、嫌味で自惚れが強い。蒸気機関車よりディーゼル機関車の方が革命的で新しくて優秀だという傲慢な考えを持ち、蒸気機関車や彼らと親しいディーゼル機関車によく意地悪や乱暴をする。
それ故に他の機関車とは仲が良いとは言えないが、同一モデル機であるハリーとバートとは性格も合うのかよく一緒にいる。また、ディーゼルを悪者だと思い込んでいる蒸気機関車たちがディーゼルを避け、問題が起きる話もある。

原作・TV版共に初登場時に恥をかかせたダックを逆恨みし、蒸気機関車たちやトップハム・ハット卿を騙して彼を仲間外れにさせたが、そもそもトップハム・ハット卿には信用されていない上、後にダックの件とは別の嘘をついたことがばれたため送り返される。
TV版ではその後も度々手伝いにやってくるが、その度にトラブルを起こしてはまた送り返されていた。第7シーズン以降はソドー島に定住し、一応仲間ということになってはいる。
臆病な面もあり、第9シーズンでは小麦粉を被って真っ白になったトーマスを見て「幽霊機関車が俺を捕まえに来た!」と言い、逃げ出したことがある。
ソドー島に定住するようになってからは真面目に仕事をすることも多くなり、第10シーズンでは貨車の入れ替えの新記録を達成し、トップハム・ハット卿から新しいエンジンをもらっている。
近年のシリーズでは、相変わらず意地悪や乱暴も多いが、自分の嘘のせいで水没したパーシーを助けに行く、カモを可愛がる、蒸気機関車達のために石炭を配達するなどこれまでにない一面も見せている。第19シーズン以降ヘッドランプが装着された。
なお、TV版では彼と同型の機関車が多数登場するが、モデル機の08形もイギリス国鉄の全形式中最多（1010両）の製造台数で、低出力・低速の割に高い牽引力と頑丈さを持つ機関車である。イギリス各地の貨車操車場で使用され(同時に多くの形式の入換用蒸気機関車を淘汰し)、2007年の時点でも300両以上、2020年の時点でも100両以上各鉄道会社に残存している形式である。
　第25シーズン以降からレギュラーになった。意地悪な性格は相変わらずで自信過剰な一面が目立つが、これまでのシリーズと比べてトーマスたちに対して友好的になっている。
デイジー（Daisy）
英国・米国吹き替え- テレサ・ギャラガー（長編第11作、長編第12作）→トレーシー・アン・オーベルマン（第20シーズン-）
日本吹き替え- 中谷ゆみ（第2-4シーズン）→根本圭子（長編第11作-）
モデル実車は、メトロキャメル社製の101形（クラス101）。イギリス各地の多くの蒸気機関車牽引列車を置き換え、2003年まで運用されていた。クリストファーによる原作での番号は「D1」。
便宜上ディーゼル機関車の項目に記載しているが、正確には機関車ではなく、DMU（Diesel Multiple Unit）と呼ばれる、旅客が乗れるディーゼル気動車。車体色は緑（原作の方がやや暗い色）。気難しく我が儘で、マイペースな性格。日本語版での一人称は「あたし」。
トーマスの事故修理期間中にトーマスの支線を手伝う目的で入線する。入線直後は自分が優秀だと自惚れてワガママばかり言って、貨車を置き去りにしてしまったり（元々貨車を牽引できる様には想定・設計されていないので仕方がないのかもしれない）、ヒューズが切れたりと散々だった。その後は自分の行いを反省し、真面目に働いている様子。牛が苦手。
原作とTV版で大きく顔が異なる。原作では客車たちのように顔の地に相当する灰色の部分が無く、緑の車体に直接顔が描かれている。客車たちと違って窓が正面にあるため、上下に狭いボンネット部分に横長の顔が描かれていた。
一方、人形劇時代のTV版では、ボコとデイジーの模型は同じパーツを流用しているため、車体の裾より下にはみ出す大きな灰色の顔（のお面）がボンネット付近に取り付けられ、ボコとの区別化のため化粧の濃い顔になった他、間違ってボコの3軸台車がデイジーについているシーンがある。
なお、このためか公式図鑑で台車が3軸と2軸の用に描かれてあるものがあるが、本来は原作でもTVでも2軸ボギー台車2つの車両である。
「みんなあつまれ!しゅっぱつしんこう」では給炭所での蒸気機関車とディーゼル機関車の集まりに参加していた。
以降暫くの間出番がなかったが、長編第11作で再登場を果たした。新たに開通したハーウィック線で旅客列車として運行する。特徴的な顔は大きさが一回り小さくなり、化粧もやや控えめになった。
TVシリーズでは第20シーズンで再登場。我が儘で仕事を選びたがる面は変わらないものの、ライアンやハーヴィーなど自らが認めた相手にはちゃんと接して話を聞く、ばねが故障しても最後まで走り抜くなど成長している面も見られる。CGシリーズでは、会話に時折フランス語が混じる。
ボコ（BoCo）
日本吹き替え- 里内信夫（第2-3シーズン）→木下尚紀（第5シーズン）
モデル実車は1958年製造のメトロポリタン＝ヴィッカース製「イギリス国鉄28形（BRクラス28）」。車番は第21巻とTV版が「D5702」、クリストファー執筆の原作での番号は「D2」。
比較的大型の電気式ディーゼル機関車。車体色は原作では妻面下部が黄色で他の部位が緑（同系色のダックと比べるとかなり鈍くオリーブ色に近い）だったが、TV版だと妻面部（顔）がグレーで他が明るい緑（ダックと同色）になっている。名前の由来は、軸配置「Co-Bo」を逆読みにしたことから。
貸し出し車両としてソドー島にやって来た。原作初登場時（第21巻）はエドワード以外の蒸気機関車たちから警戒されていたが、信頼されているエドワードからの紹介（ビル・ベン・ダック）や、困ったときに助けてくれる姿勢（ジェームス・ゴードン）、基本的に嫌がられる貨車を引く仕事をやってくれる（ドナルド・ダグラス）ため、蒸気機関車達からも同巻の最後には気に入られて信頼されるようになっている。
基本的にエドワードの支線が活動範囲だが、第2シーズンの「がんばりやのエドワード」では珍しく本線のナップフォード駅にも姿を見せている。
日本語吹替版では口調が一定せず、里内演じるボコは紳士的な口調と声で一人称は「私」（第2シーズン「ふたごのビルとベン」）、「僕」（第2シーズン「ビルとベンのけんか」）、木下演じるボコは砕けた口調と声となっていて、一人称が「自分」（第5シーズン「なかよくやろうよ」）など。
なお、第21巻第1話でエドワードが彼を新型機のように解説しているが、モデル機の28形は1958年に製造が開始されている。エンジンの信頼性に問題があったため、1968年にイギリス国鉄から全廃されている。故に、1966年発表の同巻の時代では、蒸気機関車達と同じく斜陽期の機関車であったといえる。
メイビス / メービス（Mavis）
英国吹き替え- テレサ・ギャラガー
米国吹き替え- ジュール・デ・ヨング（長編第4-7作）→テレサ・ギャラガー（第17シーズン-）
日本吹き替え- 永澤菜教（第3シーズン）→堀川りょう（第5シーズン）→塩山由佳（第6-8シーズン）→伊東久美子（長編第2作-第13シーズン）→吉岡さくら（第14シーズン-）
主にトーマスの支線の終点ファーカーから先のアノファ採石場の専用線で働く、黄色と黒い縞の女の子の機械式ディーゼル機関車。日本語版での一人称は「私」。
モデル実車は「イギリス国鉄04形（BRクラス04）」。牛よけの板・車輪のカバー装備が特徴で、路面区間の走行に対応している。
トビーと一緒に働き始めた頃はわがままを言って、失敗を繰り返していたり、貨車の扱いが乱暴だという面もあったが、根は優しい機関車で、自分のいたずらが原因でトビーを危険な目に合わせた時は救出に向かい、以後は反省した。
TV版では仕事に慣れてからは上記の石切り場以外にブレンダム港の先の陶土の採掘現場(クレイ・ピッツ)の専用線で真面目に働いており、共に働く事が多いビルとベンに対しては、姉のように接している。トーマス等蒸気機関車達とも親しくなったが、もちろんディーゼルを始めとするディーゼル機関車達とも親しい。第19シーズン以降ヘッドランプが装着された。
採石場を運営する会社の所属車両で、ハット卿の鉄道の所属ではないので本来は石切場の専用線でしか働けないが、ファーカーからブレンダム港までは走行許可を取って回送している。
フジテレビ版の人形劇では、第5シーズン以外「メービス」と言う表記であった。テレビ東京版以降は「メイビス」という表記に戻っている。
他の機関車に比べ声優の変更回数が多く、第5シーズンでは女性キャラクターであるにもかかわらず男性声優の堀川りょうが演じていた。
モデル機の04形は1952年から製造開始された小規模な貨物操車場用の入換機で、機械式のためトルクの変動がスムーズではなく、入替作業時に操作を誤ると貨車の連結器やバッファーを壊しやすく、小規模な操車場の閉鎖もあって、イギリス国鉄では1960年代から廃車されていったが、国鉄以外の場所では余生をつなげたものも多くいた。
ハリー （'Arry）
英国・米国吹き替え- ケリー・シェイル
日本吹き替え- 遠藤守哉、森功至（第5シーズン）→佐藤佑暉（第6-8シーズン）→並木伸一（長編第2作-第21シーズン）
バート（Bert）
英国・米国吹き替え- ケリー・シェイル（第14シーズン-長編第6作）→ウィリアム・ホープ（第16シーズン-）
日本吹き替え- 平井啓二（第6-8シーズン）→並木伸一（長編第2作-第21シーズン）
精錬所に所属する人形劇オリジナルの双子のディーゼル機関車で、車体色は黄色と深緑。日本語版での一人称は2台とも「俺」。
通称スクラップ・ディーゼル。モデル実車は「いじわるディーゼル」と同じ「Class08 Shunter」。性格も合うためディーゼルとは仲が良く、一緒にいることも多い。2台の姿形・塗装は全く同じだが、髭が濃いほうがバートである。
冷徹な性格で、ステップニーやファーガスなど蒸気機関車をスクラップにしようと悪戯したことがある。そのため、ステップニーとファーガスとネビルとビクターには嫌われている。また、他の機関車を貨車の真ん中に挟んだり、ハロウィンの夜の精錬所に来たトーマスとエミリーをうめき声で脅かしたり、二人で貨車のバンパーを揺らしたり、数々のイタズラを行ったことがある。しかしエミリーが防水シートをかぶって走ってきた時には逃げるなど、ディーゼル同様臆病なところもある。それ以来、エミリーが苦手な蒸気機関車になってしまった。
第20シーズンでは蝶々や鴨の子供を可愛がる一面も見せる。第21シーズンでは、故障したデイジーを心配していた。
本来は精錬所内の入換専用の筈だが、精錬所以外（第8シーズンと第12シーズン、第18シーズン以降では石切場、第9シーズンでは操車場、第11シーズンでは給炭所）にも進出する事がある。
第12シーズンからは顔が小さくなったが、第14シーズンからは再び顔が大きくなった。
ディーゼル10（Diesel 10）
英国・米国吹き替え- ニール・クローン（長編第1作）→マット・ウィルキンソン（長編第5作-）
日本吹き替え- 松尾銀三（長編第1作）→梁田清之（長編第2作）→黒田崇矢（長編第5作）→山里亮太（長編第6作）→仁科洋平（長編第6作-）
意地悪で暴れん坊の大型ディーゼル機関車。モデル機は「イギリス国鉄42形ディーゼル機関車」。車体色は黄土色で側面に白っぽい縞模様がある。日本語版での一人称は「俺」。
頭の上についているシャベルの「ピンチー」を操り、他の機関車をスクラップにしようとする凶悪な機関車。ソドー島中の蒸気機関車たちに恐れられ、嫌われているが、意外とぬけているところもある。燃料タンクに入れると動かなくなるため砂糖が苦手で、見ただけで怯えるほど。
長編第1作では、トーマス達やレディーをスクラップにし、魔法の線路への入り口である車止めを壊そうとしている。子分にはスプラッターとドッヂがいるが、彼らにはよく足を引っ張られている。終盤にトーマスとレディーを追いかけたが、大型ディーゼルであることとシャベルを搭載していることが災いし、崩れかけた高架橋に差し掛かったときに、自身の重さに耐え切れずに橋が崩落し川に落下。下を通っていたクレーン船の引いていた石炭を積んだ艀に運ばれてどこかへ行ってしまった。
長編第2作で再登場。この時は気難しい性格だが役に立つ機関車になりたいと思っていて、最終的にはトーマス達に協力する。これ以降の作品では初登場時より若干性格がマイルドになっている。
長編第6作『ディーゼル10の逆襲』では再び悪役として登場。ディーゼル機関車たちのボス的な存在になっている。ディーゼル整備工場が老朽化して荒廃し、一向に修理されず放置されていることに不満を持っており、パーシーを騙してソドー整備工場の乗っ取りを企てる。
第17シーズンにおいてテレビシリーズに初登場。ディーゼル整備工場にクリスマスオーナメントが無い事に不満を持ち、ティドマス機関庫からクリスマスオーナメントを盗むことを画策する。2回は盗むことに成功したものの、3回目に盗みに行った時にパーシーに見つかってしまい、他のレギュラー蒸気機関車達にも一斉に追いかけられた。
長編・短編シリーズ共に基本的に悪役であるが、ピンチーは線路上の障害物を取り除いたりスクラップを片付ける際に役に立つ。モデル機の42形は1958年にイギリス国鉄西部管理局が西ドイツ国鉄の『V200型』ディーゼル機関車を元にモノコック構造と液体式（マイバッハ製の機関とメキドロ製の変速機）を採用し38台を製造。同時期の同性能のディーゼル機関車に比べ大幅に軽量化された。イギリス国鉄の機関車の形式整理と発展性の乏しさにより1972年までに全車廃車となった。
ソルティー（Salty）
英国吹き替え- キース・ウィッカム（長編第5作-第24シーズン）→ガイ・ハリス（第26シーズン-）
米国吹き替え- キース・ウィッカム（長編第5作-第24シーズン）→スコット・マッコード（第26シーズン-）
日本吹き替え- 龍田直樹（第6-8シーズン）→石野竜三（第9-24シーズン）→内野孝聡（第26シーズン-）
モデル実車は、「イギリス国鉄07形」。車番は「2991」。いわゆるDock Shunterとよばれる、港湾の入換用小型電気式ディーゼル機関車。車体色は赤。日本語版での一人称は「おいら」。
自称「港のディーゼル」と言うくらい、海や港や船が大好き。陽気な歌のリズムに乗ってとても上手に貨車を扱い事故は殆ど起こさない。それどころか、イタズラ貨車ですら歌につられるほど。怠け者は大嫌い。また嵐の襲来を事前に感づくなど、気候の変化には敏感。昔話や思い出話をするのが大好きで、一度語りだすとなかなか止まらない。ただし、少々話を大袈裟に盛る傾向がある。
ソドー島に来た当初は、島だから海に関わる仕事が出来ると喜んでいたが、採石場の仕事を任されてしょげていた。海で働くことへの拘りが強く、修理でディーゼル整備工場に送られたときは、ポーターが役に立つ仕事をしたら自分はまた石切場に送られてしまうのではと心配していた。
少々口は悪いものの心が広いようで、トーマスに魚の貨車をぶつけられても「この臭いを嗅ぐと海を思い出すよ」と気にもとめなかった。
喋り方も個性的で、日本語版では、大きな機関車やクランキーは「キャプテン」、小さな機関車は「相棒」、自分と同じディーゼル機関車は「御同輩」と呼んでいた。第9シーズンではヘンリーのことを「相棒」、第10シーズンではトビーのことを「兄弟」と呼んでいた。近年のシリーズでは「相棒」で統一されている。
第12シーズン中は顔の大きさが場面によってまちまちで、帽子のようなつばがなくなっていたこともあった。長編第5作では顔が大きくなっていた。また、長編第6作以降、警笛がデリックのものに変更され、長編第9作『勇者とソドー島の怪物』から、ヘッドランプが装着された。
2D化してからは第2シーズンで登場する。
デン（Den）
英国・米国吹き替え- キース・ウィッカム
日本吹き替え- 石野竜三
第15シーズンから登場。オレンジと灰水色の大型の液体式ディーゼル機関車。日本語版での一人称は「俺」。
ディーゼル整備工場のボス(現場監督)で、ディーゼル機関車達の修理・整備が主な仕事。ソルティー曰く修理の腕前は確からしい。
真面目な働き者で、動くよりも先によく思考する性格。故に行動が遅く、気弱でのろまな面がある。考えすぎるが故に口下手で、相棒のダートに言いたいことを先に代弁されることが多い。
蒸気機関車にも親切で、ゴードンのバッファーを修理したり、トーマスの依頼でオールド・ウィージーを修理したことがある。ただ、ディーゼル10の命令には逆らえない様子。
ダートと一緒にいないと上手く仕事ができないらしく、上述のオールド・ウィージーの修理依頼の際は、単独では修理ができなかった。
第19シーズンでは故障したメイビスの代わりに単独でアノファ採石場での仕事に派遣される。ダートがいなかったため、最初はうまく貨車を入れ替えることが出来なかったが、トビーとヘンリエッタがアドバイスをしてくれたことで、上手く入れ替える事が出来、一人でも仕事ができることを証明した。
ディーゼル気動車は見たことがなかったようで、第21シーズンでデイジーがディーゼル整備工場に運ばれてきた時は驚いていた。
モデル実車は「Rolls Royce Sentinel Diesel-Hydraulic 0-4-0」で、ロールスロイス社がセンチネル社を買収後、港湾や工場で稼働していた蒸気機関車の置換用に生産した産業用機関車である。
ダート（Dart）
英国・米国吹き替え- ルパート・ディガス（第15-16シーズン）→スティーブ・キンマン（第17シーズン-）
日本吹き替え- 河本邦弘
第15シーズンから登場。臙脂色と黄色の小型の入換用ディーゼル機関車。ディーゼル整備工場でデンのアシスタントを務めている。
日本語版では一人称は「あっし」で、独特のべらんめえ口調で話す。
せっかちで冗談好き。デンとは長く一緒に働いているため、考えていることがすぐ理解できる。そのため、デンの発言を「～ってことでやんしょ」「こういうことでやんしょ」と先に要約・代弁する癖がある。デンと同じく仕事には真面目な働き者で、蒸気機関車に対しても基本的には協力的。
デン同様、単独では上手く仕事ができないらしく、オールド・ウィージーの修理依頼の際も、単独では修理できなかった。
第19シーズンでは、デンが石切場に派遣されたため、メイビスの修理を単独で行うことになる。デンがいなかったため、最初は上手く働くことができなかったが、メイビスがアドバイスをしてくれたことで修理を完了させ、一人でも仕事ができることを証明した。
第19シーズンからヘッドランプが装備された。
フランス語を知らなかったようで、第21シーズンでは、デイジーのフランス語の挨拶の意味を理解できていなかった。
W・G・バグナル社がイングリッシュ・エレクトリック社に買収される直前に、最後に1台だけ製造した、0-4-0液体式ディーゼル機関車がモデル。
パクストン（Paxton）
英国・米国吹き替え- キース・ウィッカム（長編第6作）→スティーブ・キンマン（長編第7作-）
日本吹き替え- 坂口候一（長編第6作）→河本邦弘（長編第7作-）
第15シーズンから登場した若いディーゼル機関車。モデル車はディーゼルと同じ08形。車体色は深緑で、黄色いラインが入っている。日本語版では一人称は「僕」で、トードと同じように他の機関車や機械を「さん」付けで呼び、敬語口調で話す。
ブルーマウンテンの採石場で起きた事件をトーマスが解決するのに協力し、以後トーマスと親しくなる。
ディーゼル機関車達の中では蒸気機関車達に好意的で仲が良く、トーマスの「消えたシュッシュッ」を探しに行ったり、立ち往生したゴードンを整備工場まで押してあげるなどお人好しで心優しい性格。しかしそれゆえ、蒸気機関車を敵視するディーゼルやディーゼル10とは考えが合わないこともしばしばある。特にディーゼルのいたずら・嫌がらせの標的になりやすい。
ブルーマウンテンの採石場からブレンダムの港までスレート石を運搬するのが主な仕事。石積みの貨車を連結したままゴードンをソドー整備工場に押していったり、ゴードンの丘で立ち往生したサムソンの長い貨物列車をトーマスと一緒に頂上まで押し切るなど力持ち。
お人好しゆえに騙されやすい性格でもあり、ディーゼル10に唆されてソドー整備工場乗っ取りに加担したり、ディーゼル10がクリスマスオーナメントを盗む際協力させられたり、ディーゼルのいたずらでディーゼル機関車たちが居なくなってしまったと思い込んだことがある。ただし、オーナメント泥棒については最終的には協力を拒否するなど、ちゃんと自分で考えて行動することはできる。
第22シーズン以降、ディーゼルと同じヘッドランプが装備された。
ノーマン（Norman）
英国・米国吹き替え- ケリー・シェイル（第15シーズン-長編第6作）→キース・ウィッカム（第17シーズン-）
日本吹き替え- ケン・サンダース（長編第6作）→金光宣明（第17シーズン）→河本邦弘（第20シーズン-）
第15シーズンから登場。デニスと双子の兄弟の小型ディーゼル機関車。モデル機もデニスと同じ11001形。
顔がとても長く、眉毛が繋がっている。車体色は薄朱色と黄色。日本語版での一人称は「僕」。
普段はヴィカーズタウンのディーゼル整備工場横の機関庫にいる。主にパクストンと一緒に仕事をしている。
キャロラインやデリックと同様、壊れやすい機関車らしい。
ディーゼル10のソドー整備工場占拠に加担したが、トーマスの運転室が火災の際に彼の機関士が水をかけて救ったり、機関庫を使えなくて困っているトーマスに自分達の機関庫の空いた場所を提供するなど、親切な一面もある。
シドニー（Sidney）
英国・米国吹き替え- ケリー・シェイル（長編第6作）→ボブ・ゴルディング（第17シーズン-）
日本吹き替え- 樫井笙人（第17シーズン、長編第12作）→坪井智浩（第20シーズン-）
長編第6作『ディーゼル10の逆襲』から登場するディーゼル機関車。モデル車はディーゼルと同じ08形。車体色は濃青と黄色。日本語版での一人称は「僕」。真面目な性格だが物忘れが激しく、フィリップの車体番号の理由を言おうとした時も忘れていた。
初登場時はディーゼル整備工場内の修理台に吊るされており、ディーゼル10のソドー整備工場乗っ取り計画には関わっていなかった。
第17シーズン「きえたクリスマスのかざり」ではおよそ2年間も車輪が届かず、クレーンに吊るされたままであることが明らかになる。彼に同情したパーシーの計らいでハット卿から新品の車輪を貰い、自由に走れるようになった。第20シーズンでは、そのお礼にパーシーに新しい車輪を運んだ。
第22シーズン以降、ディーゼルと同じヘッドランプが装備された。
フィリップ（Philip）
英国・米国吹き替え- ラスムス・ハーディカー
日本吹き替え- 小林大紀
第19シーズンから登場する小型のディーゼル機関車。車体色は黄色と緑色。車体番号は「68」。日本語版での一人称は「僕ちゃん」。
幼くやんちゃな性格で、仲間を笑わせるのが好き。とても頑張り屋で前向きな性格だが、自分が力持ちで速く走れると思い込むなど自信過剰な一面もある。エドワード曰く、ソドー島に来た当初のトーマスを想起させるらしい。
気が強く、自分より大きな機関車たちにも立ち向かうことがよくある。初登場時にはゴードンと競争しようとした他、第22シーズンでは身勝手な理由で線路を塞いだジェームスに真っ向から反論している。
第20シーズンでは、同じく四角い形のトビーと親しくなった。第22シーズン以降は、ティッドマス機関庫を出たエドワードと共にウェルズワースの機関庫で寝ている。
ディーゼル機関車であるが、トーマスたち蒸気機関車と関わるエピソードが多い。
アメリカのペンシルバニア鉄道A6ボックスキャブ（箱型）ディーゼル機関車がモデルで、同鉄道として初めて製造した電気式ディーゼル機関車の一つ。
スモーク (Smoke)
カーリー（Carly）
英国吹き替え- エヴァ・モハメド
米国吹き替え- ジェナ・ワーレン
日本吹き替え- 土師亜文
第25シーズンから登場。メンテナンス・ヤードで働く大型クレーン付きディーゼル機関車。車体色は黄色。面倒見がよく、常に落ち着いて仕事に取り組んでいるが、実は競争が好き。

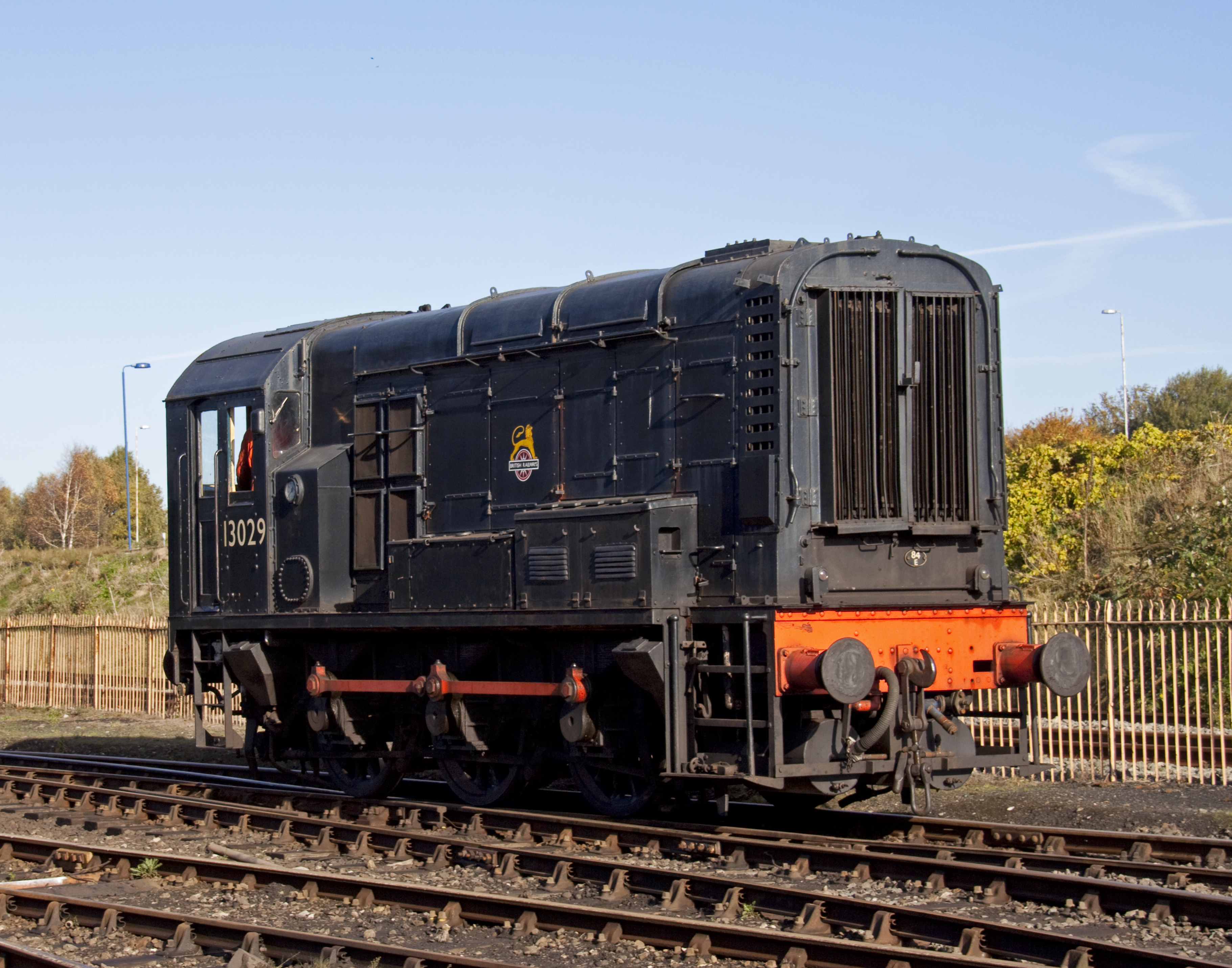
ディーゼル、ハリー、バート、スプラッター、ドッヂ、パクストン、シドニー、メインランドのディーゼル機関車、ウーリ、水色とオレンジのディーゼル機関車、フェルナンド、中国のディーゼル機関車Bのモデルとなった08形。
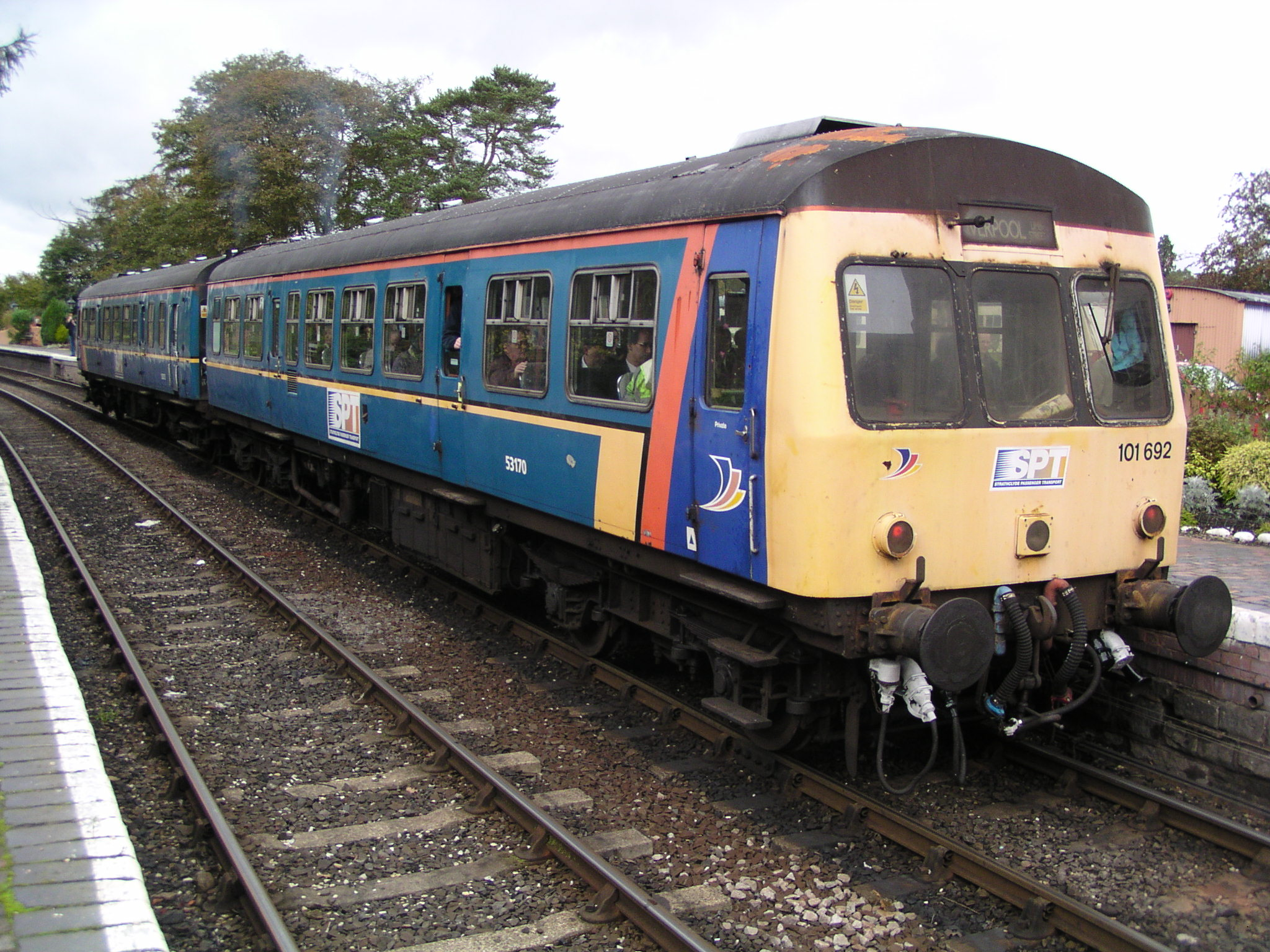
デイジーのモデルとなった101形。
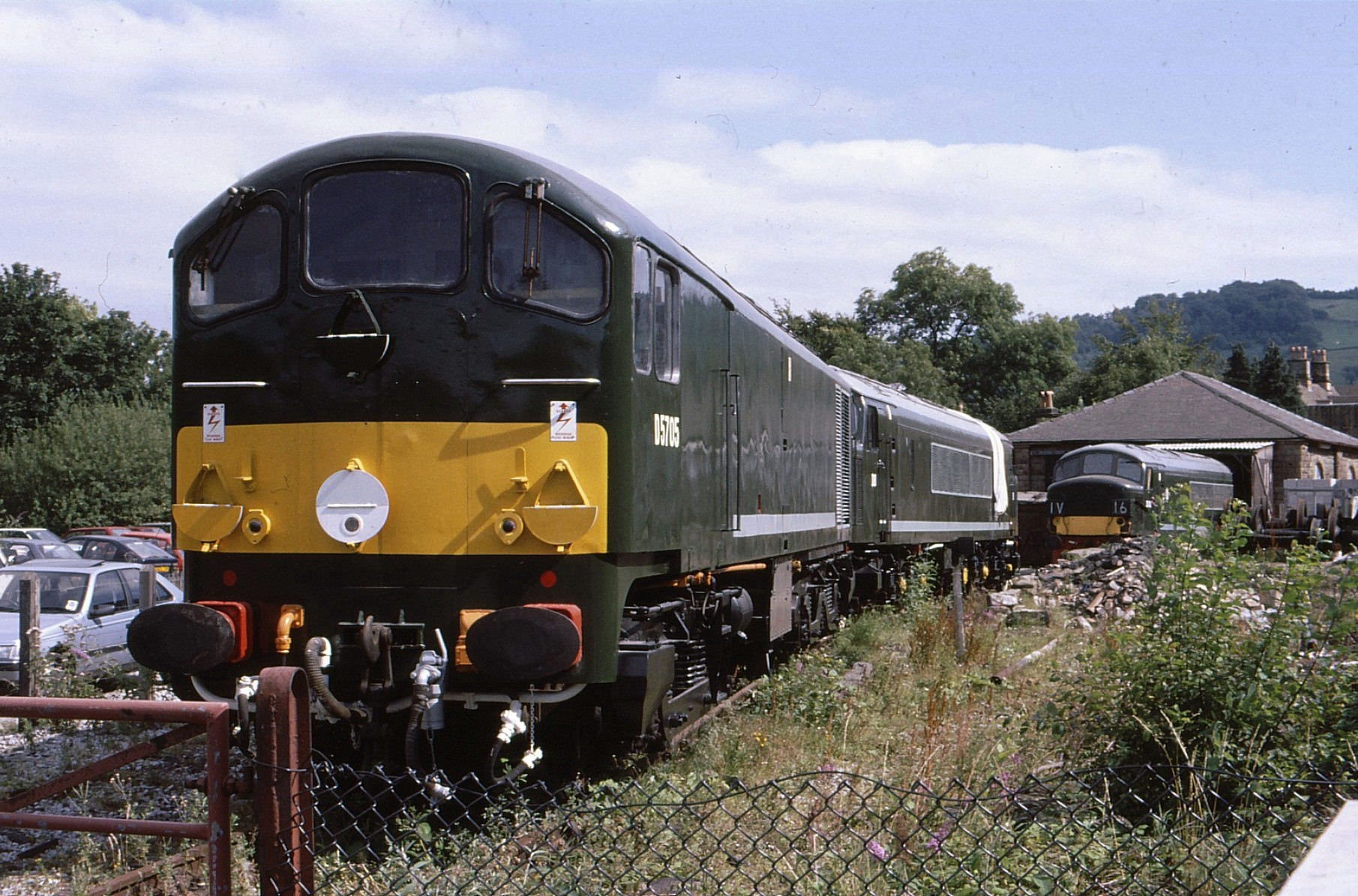
ボコのモデルとなった28形。
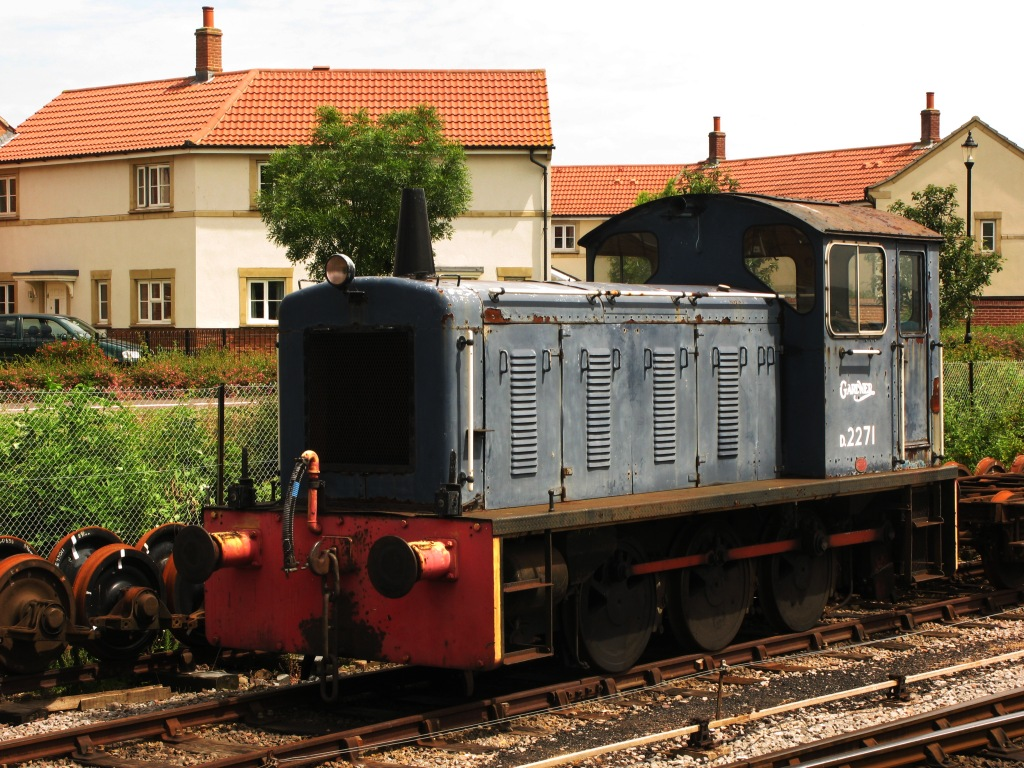
メイビスのモデルとなった04形。
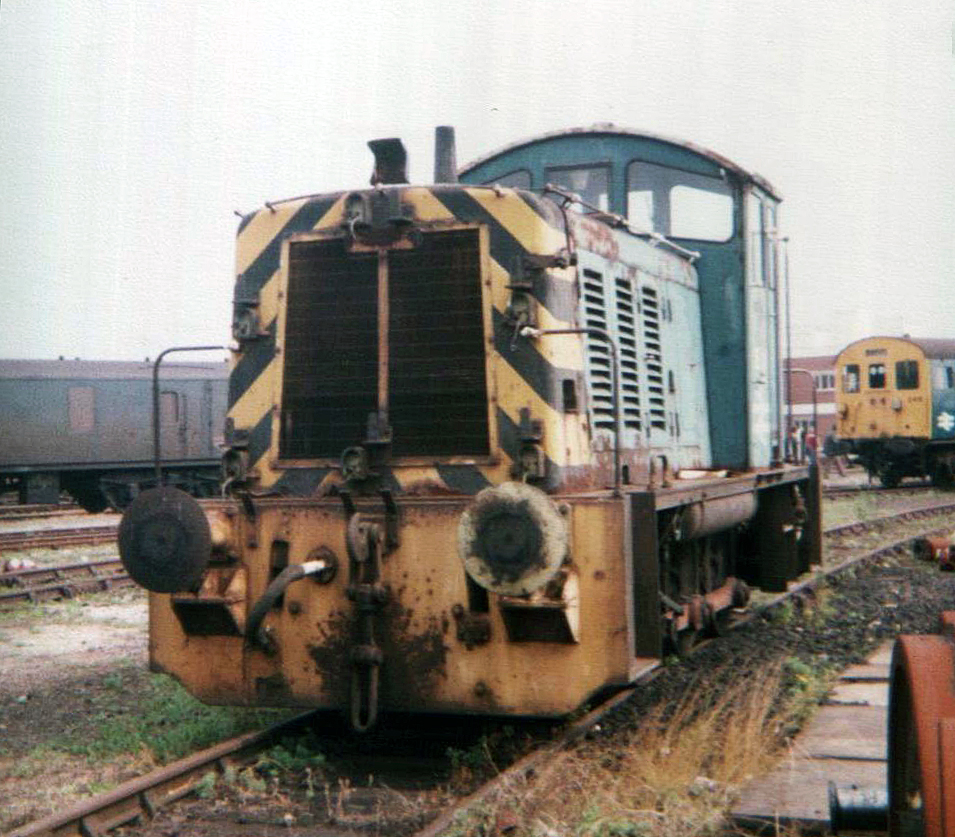
ソルティーのモデルとなった07形。
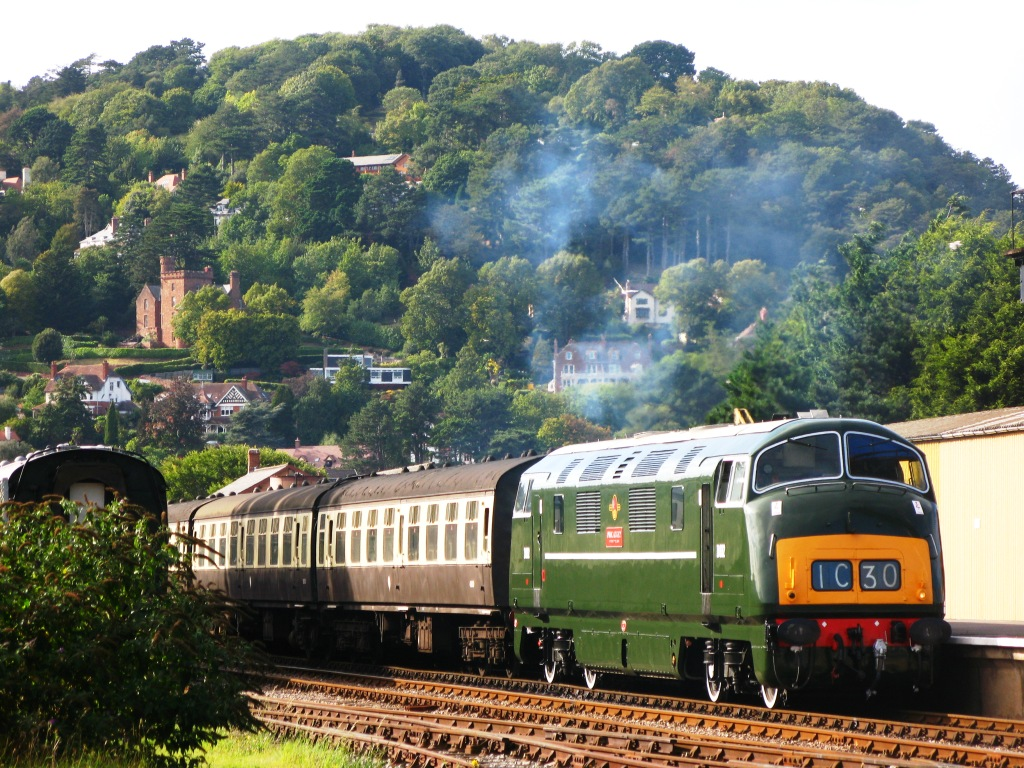
ディーゼル10のモデルとなった42形。
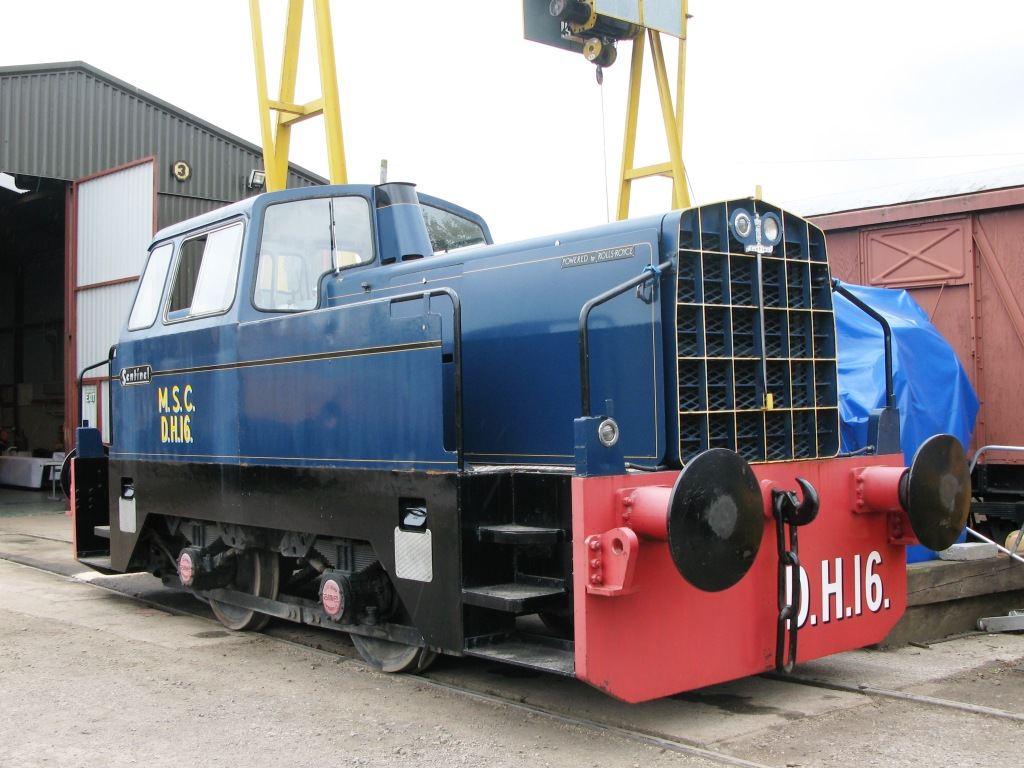
デンのモデルとなった、ウィリトン・MSC DH16。

### 他国
フェルナンド（Fernando)
英国・米国吹き替え- ガブリエル・ポラス
日本吹き替え - 河本邦弘（長編第14作）→白石兼斗（第23シーズン-）
長編第14作『Go!Go!地球まるごとアドベンチャー』、第23シーズンのみに登場。車体色は青紫と青緑。モデルはディーゼルと同じ08形。
リオデジャネイロの港で働いている。港を訪れたハット卿にトーマスの行先を教えた。
第23シーズンで名前が判明した。
シャンカール（Shankar）
英国・米国吹き替え- サンジーヴ・バスカー
日本吹き替え - 坂口候一
長編第14作『Go!Go!地球まるごとアドベンチャー』で正式初登場前にカメオ出演し、第22シーズンで再登場した、インドの鉄道で働くアイヴァンと同型の入換用ディーゼル機関車。車体色は柿色と白と柿茶色。
態度は暗く、ラジブに日陰者扱いされているが、動物愛好家で密猟者に狙われたベンガルトラを救ったことがある。
ヌール・ジャハーン（Noor Jehan）
英国・米国吹き替え- シーナ・バテッサ
日本吹き替え - 森千晃
第22シーズンから登場。インドの鉄道で、観光客をタイガーサファリへ連れて行く豪華旅客急行列車として働く大型ディーゼル機関車。車体色は白。モデルはインド鉄道のクラスWDM-3Aディーゼル機関車。

## サブキャラクター
クラス40ディーゼル（Class 40 Diesel）
日本吹き替え- 中尾みち雄
モデル実車は、イングリッシュ・エレクトリック製「イギリス国鉄40形（BRクラス40）」。番号は原作が「D4711」、TV版が「D261」。
TV版の公式の図鑑などにはこの「ディーゼル261」の名前で乗っているが、本編中では原作・TV版とともにこの呼称は使われておらず、基本的に「ディーゼル機関車」か「ディーゼル」と呼ばれている。TV版では番組最後の車両紹介コーナーでナレーターの森本レオに「ディーゼル」と呼ばれているが、テロップは「ディーゼル（クラス40）」で模型の前に置かれているネームプレートは「Class40」と一貫していない。
ソドー島へ試験入線したイギリス国鉄の大型電気式ディーゼル機関車。日本語版での一人称は「僕」。自惚れやで蒸気機関車たちを馬鹿にしていたが、機関車検査官の山高帽を吸い込んで吸気口を詰まらせるという不運なエンジントラブルに見舞われ、面目丸つぶれとなる。
そして挨拶もせず逃げるように退散した(オイルの悪臭とクシャクシャになった監督官の帽子を置き土産に残して)。
それ以降は一度も登場していない。
モデル機の40形は旧サザン鉄道が1951年に作ったディーゼル機関車を参考に1958年から製造開始された車両で、軸重が重いため幹線でないと走れなかったが、急行旅客列車でも重量貨物列車でも高性能を発揮したため、200台量産された。
デリック（Derek）
日本吹き替え- 江川央生
モデル実車は、「イギリス国鉄17形（BRクラス17）」。
日本の凸型液体式ディーゼル機関車（中でもDD51形）に外見は似ているが、こちらは電気式ディーゼル機関車。車体色は緑。日本語版での一人称は「僕」。当初はエンジンメーカーの名前にちなんで「パックスマン」の名前で登場するはずだったが、実在の製造会社のパックスマン社のイメージダウンを恐れたテレビ局が名前をデリックに変更させた。
日本語版では作中で名前は言及されず、「新しいディーゼル」と呼ばれていた。
蒸気機関車との協調性を持つなどいい性格であったが、故障で仕事の邪魔になってしまい、その後修理工場に入れられた。ダックによると冷却装置に問題があったらしい。
長編第2作では挿入歌内の映像で貨車を引いて丘を登っている。第9シーズン以降は全く登場しなくなった。
モデル機の17形も信頼性が低いとされ、1962年に製造開始後117両生産させられたものの、1971年までに全機退役させられるなど、同様に充分に運用されず短命だった。
スプラッター（Splatter）
英国・米国吹き替え- ニール・クローン
日本吹き替え- 坂東尚樹
ドッヂ（Dodge）
英国・米国吹き替え- ケヴィン・フランク
日本吹き替え- 岩崎ひろし
ディーゼル10の子分で、双子のディーゼル機関車。カラーリングは灰紫の方がスプラッター、オリーブ色の方がドッヂ。モデルはディーゼルと同じ08形。日本語版での一人称はどちらも「おいら」。ディーゼル10は彼らの名前を二つ呼ぶのが面倒なため、2人の名前を合わせて「スプロッヂ」と呼んでいる。親分のディーゼル10以上に間が抜けているが、最後は無茶ばかり言う彼に愛想を尽かしてしまった。どこかのほほんと感じた性格である。バック走行が苦手。
デニス（Dennis）
日本吹き替え- 伝坂勉
第9シーズンから登場。車体色は灰色。軸配置は0-6-0。日本語版での一人称は「僕」。
怠け者で、休暇中のトーマスにいろんな言い訳をして仕事をさぼろうとした。それが原因で事故を起こし、動けなくなっている所をトーマスに発見され、今までのことをすべて白状する。そしてトーマスに助けられ、彼と協力して仕事をした後、改心して役に立つ機関車になれるよう努力すると約束した。
第10シーズンではミニストーリーに登場し、長編第3作ではトーマスが戻ってきたことを知った石切場のディーゼル達の中にいた（ただしカメオ出演）。1949年に1両だけ製造された機械式ディーゼル機関車の試作機イギリス国鉄11001ディーゼル機関車がモデルで、イギリス国鉄として製造された最初の機関車のひとつ。実車は1959年8月廃車、12月には解体された。
67台のフィリップ（The 67 Philips）
英国・米国吹き替え- ラスムス・ハーディカー
日本吹き替え- 小林大紀
第21シーズンのみに登場。フィリップの67台の分身たち。トビーと彼の兄弟と違い、兄弟機ではないらしい。

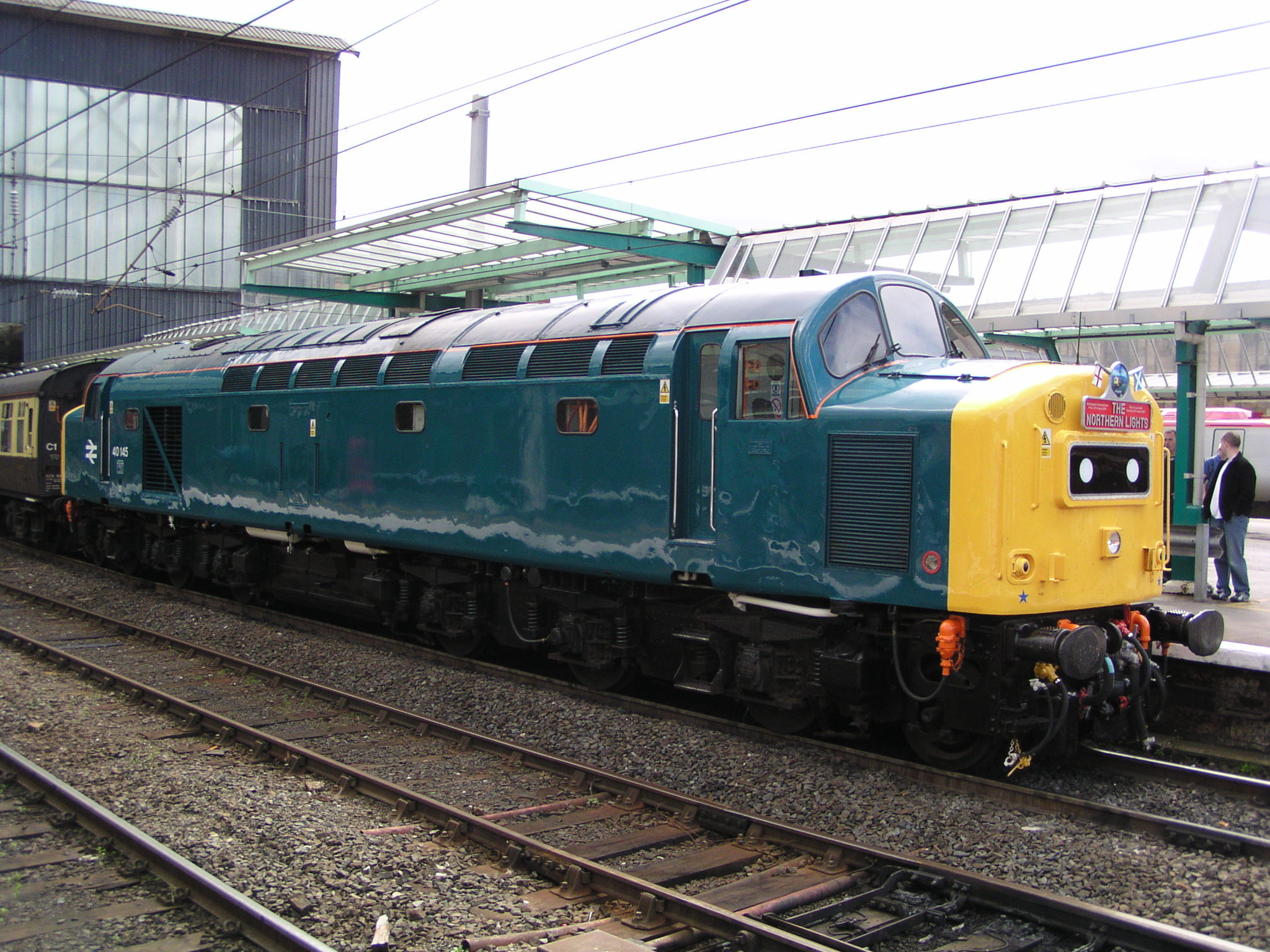
ディーゼル4711のモデルとなった40形。 オールド・スタックアップも、この40形がモデル。
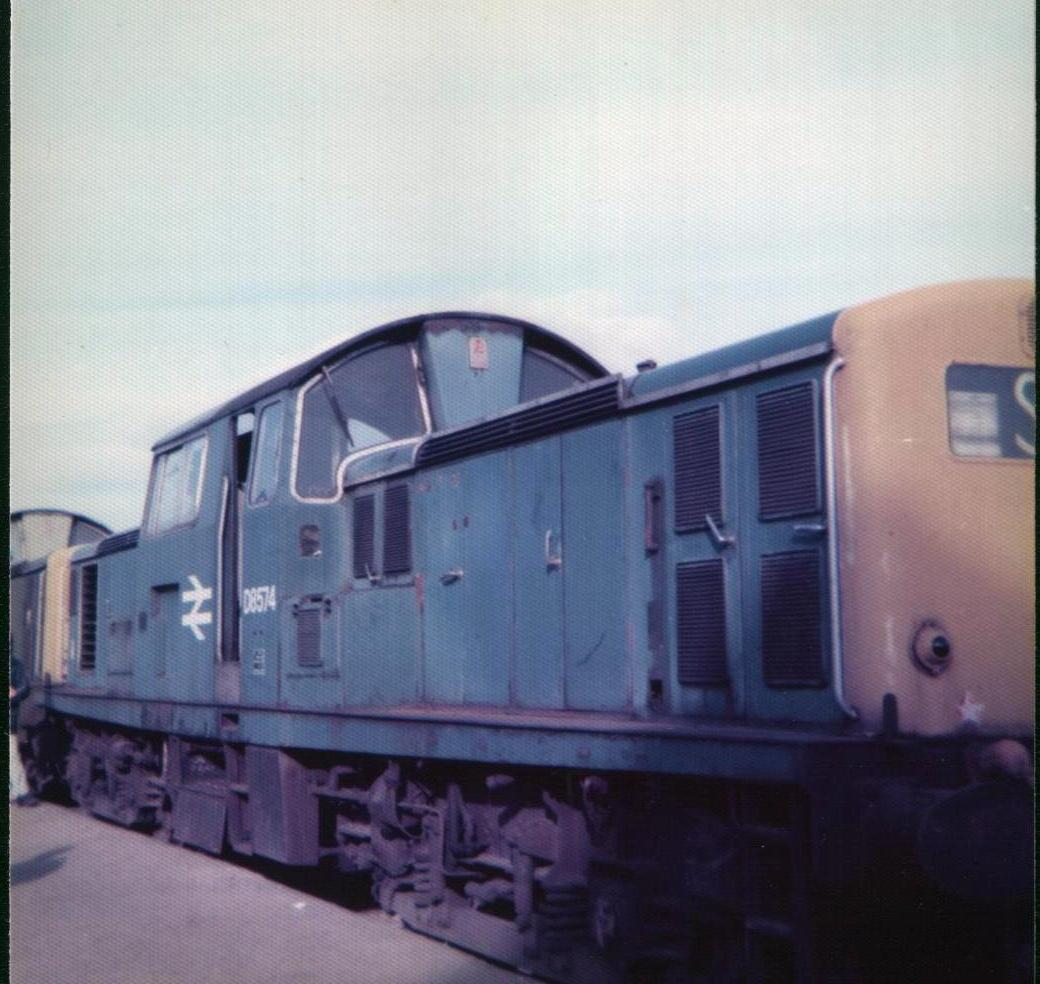
デリックのモデルとなった、17形。

### メインランド
フランキー（Frankie）
英国・米国吹き替え- ソフィー・コフーン
日本吹き替え- 大島美幸（長編第13作）→森千晃（長編第13作-）
長編第13作『とびだせ!友情の大冒険』のみに登場する、入換用の女性のディーゼル機関車。車体番号は「4002」。
メインランドの製鋼所でハリケーンと共に働いている。気が強く頭が良い。生まれながらのリーダーで、仕事に一生懸命になりすぎて時々とても威張ることも。根は意地悪ではないが、たまたま製鋼所を訪れたトーマスやジェームスを、自分達と一緒に働かせようと画策するなど、仲間を思い通りに動かす為に平気な顔をしながら悪だくみをすることもある。
マンチェスター船舶運河鉄道4002号電気式ディーゼル機関車「アランデル・カースル」がモデル。
メインランドのディーゼル機関車たち（The Mainland Diesels）
ウーリ（Ulli）
英国・米国吹き替え- ジョン・シュワブ
日本吹き替え- 堂坂晃三
長編第12作『走れ!世界のなかまたち』から登場。ディーゼルやパクストンと同型（08形）で、車体色は赤と黄色。普段はブリドリントンの操車場で働いている。同じ塗装の機関車が複数存在しているのが確認できるが、名前が判明しているのは現在ウーリのみである。

### 他国
アイヴァン（Ivan）
英国・米国吹き替え- ボブ・ゴルディング
日本吹き替え- 河本邦弘
長編第12作『走れ!世界のなかまたち』のみに登場する小型ディーゼル機関車。車体色は青と白と赤。モデルはTGM23と呼ばれる、ロシアや旧ソ連圏の東欧諸国で使用されている入換用液体式ディーゼル機関車。
皆を笑わせるのが好きなコメディアン的存在。
グレート・レイルウェイ・ショーではロシア代表で貨車押し競争に出場した。
ナタリー（Natalie）
英国・米国吹き替え- テレサ・ギャラガー
日本吹き替え- 天海由梨奈
長編第14作『Go!Go!地球まるごとアドベンチャー』のみに登場。車体色は青。モデルはダートと同じW・G・バグナル 社製0-4-0液体式ディーゼル機関車。
サンフランシスコの港で入換え機として働いており、訪れた機関車には手厚く歓迎する。交通量の多い港で尋ねられた機関車を的確に思い出すほど記憶力に優れている。
アメリカのディーゼル機関車（The American Diesels）
英国・米国吹き替え- テレサ・ギャラガー
日本吹き替え- 根本圭子
長編第14作『Go!Go!地球まるごとアドベンチャー』のみに登場。車体色は青とオレンジ。モデルはフランキーと同じハズウェル・クラーク社製0-6-0電気式ディーゼル機関車。
アリゾナ州で働いている。おおらかで寛大な性格で、トーマスとニアの列車と衝突しそうになっても怒らなかった。
作中で名前は明らかにされておらず、他にも複数いることが確認できる。
中国のディーゼル機関車（The Chinese Diesel Shunter）
英国・米国吹き替え- ス・リン・ルーイ
日本吹き替え- 石井未紗（長編第14作）→織江珠生（第22シーズン-）
長編第14作『Go!Go!地球まるごとアドベンチャー』と第22シーズンのみに登場。中国で働く大型電気式ディーゼル機関車。車体色は黒と赤。モデルはドイツ・シーメンス 社製ユーロランナー 。
ニアを探しに中国を訪れたトーマスに彼女の行先を教えた後で、クレーン車を押して救助に向かった。
作中で名前は明らかにされていない。
オレンジと青のディーゼル機関車（Orange and Blue Diesels）
長編第14作『Go!Go!地球まるごとアドベンチャー』、第22シーズンと第23シーズンのみに登場。車体色はオレンジと青。モデルはディーゼルと同じ08形。
長編第14作ではリオデジャネイロの港で、第22シーズンと第23シーズンではインドで働いている。
作中では台詞が無く、名前も明らかにされていない。
ライムのディーゼル機関車（The Lime Diesel Shunter）
第22シーズンのみに登場。車体色はライム色。モデルはディーゼルと同じ08形。
作中で名前は明らかにされていない。

### 架空
プルマン (Pullman)

## 原作のみのキャラクター
D3号 / ベアー（Number D3/Bear）
原作第23巻「機関車のぼうけん」から登場する中型液体式ディーゼル機関車。番号は最初「D7101」だったが、塗装変更後は「D3」。モデルはイギリス国鉄35形（BRクラス35）「ハイメック」。
熊の唸り声の様なエンジン音を出すことから「くま」(Bear)と呼ばれる。第23巻では初登場時には妻面下部が黄色で他が青色(当時イギリス国鉄で採用されていたレールブルー)という塗装だが、同巻ラストで仲間入りした後は青色部分が緑色(製造初期の塗装)に変更されている。
蒸気機関車たちに暴言を吐くD199を咎める。仕事に真面目で誠実なところを認められ、ソドー島の機関車たちの仲間入りを果たす。
クリストファーの新シリーズではセミレギュラー化して、第28巻『James and the Diesel Engines』ではボコと一緒に修理工場に行く話がある。
モデル機の35形は1961年からベイヤー・ピーコック社で101両製造された機関車で、軽量なわりに速度も牽引力もある高性能機関車だった。イギリス国鉄で唯一液体式ディーゼル機関車を本線用に使い続けていたウェスタン・リージョン（旧グレート・ウェスタン鉄道の路線）に終始配置されて1970年代半ばまで使用され、わずかな車両が保存された。
D199号 / にくのかんづめ（Number D199/Spamcan）
原作第23巻のみに登場。イングランドから試験の為にやって来た大型電気式ディーゼル機関車。
D7101号と一緒に来たが性格は正反対。蒸気機関車廃止を訴え他の機関車から嫌われる。信号所のそばで故障してしまい、信号係から「にくのかんづめ」とあだ名される。その後イングランドに送り返された。モデルはイギリス国鉄46形「ピーク」。
モデル機の46形は44型、45型ディーゼル機関車と同型だが発電機がブラッシュ・トラクション製に変更されたもので、56両が製造、ロンドン中部やイギリス南西部で主に運用。1984年までに運用終了されている。
40125号 / オールド・スタックアップ（Number 40125/Old Stuck-Up）
原作第28巻「ジェームスとディーゼル機関車」のみに登場。イギリス国鉄からやってきた傲慢なディーゼル機関車。
局長の鉄道を手伝うためにやってきたが、蒸気機関車たちに暴言を吐いたりして揉め事を起こす。ボコと7101号が線路に残した油でスリップし機関庫に衝突する事故を起こしてしまい、イギリス国鉄に送り返された。
モデルはディーゼルクラス40と同じくイギリス国鉄40形。
工場のディーゼル（The Works Diesel）
クロバンズ・ゲートの修理工場で働くディーゼル機関車。故障したジェームスを機関庫まで押していき、ディーゼル嫌いだったジェームスの認識を変えさせる。原作第28巻「ジェームスとディーゼル機関車」で初登場。原作第37巻「Henry and the Express」、原作関連書籍「Thomas and the Missing Christmas Tree」にも顔を見せている。
モデル機の47形はイギリス国内で万能的に使われた車両で、1962年から512両が量産された成功作の機関車である。蒸気機関車以外の本線用機関車では最大量数の形式であった。
ピップとエマ（Pip & Emma）
原作第31巻「Gordon the High Speed Engine」で初登場。ゴードンが出かけている間にふとっちょの局長の鉄道にやって来た。名前の「Pip Emma」はイギリス英語で「午後（PMの言葉遊び）」を意味する。
エマは元気な性格で皆と仲良くなる。その後、ソドー島からロンドンまでの特急サービスに就いている。
モデルはイギリス国鉄43形。ディーゼル機関車としての世界最高速148マイル（238km）を記録しており、「インターシティー125」として、現在でも(後継車両による置き換えが進んではいるが)イギリス各地の高速列車で運用されている。

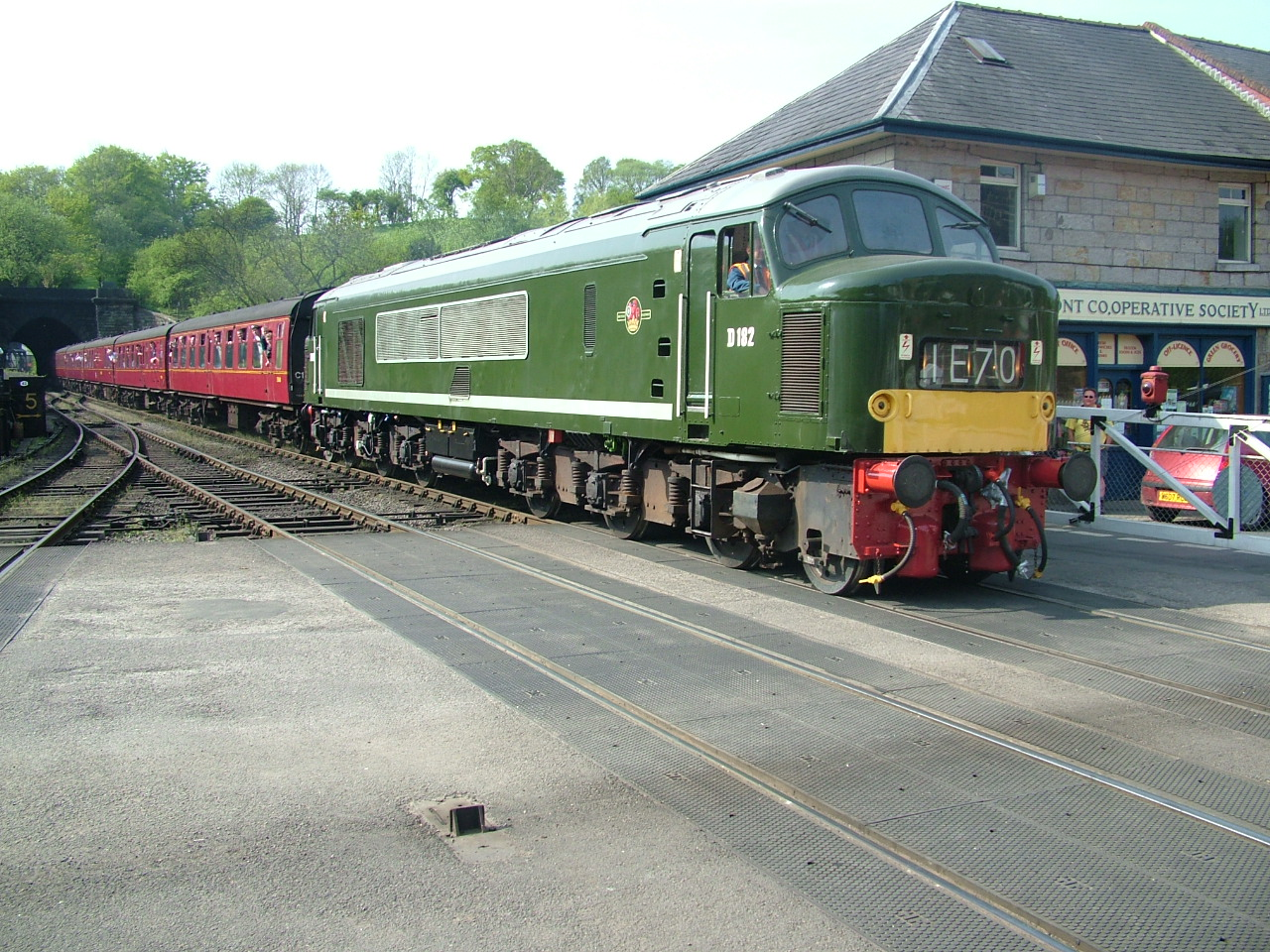
D199号 / にくのかんづめ（Spamcan）のモデルとなった、46形「ピーク」。
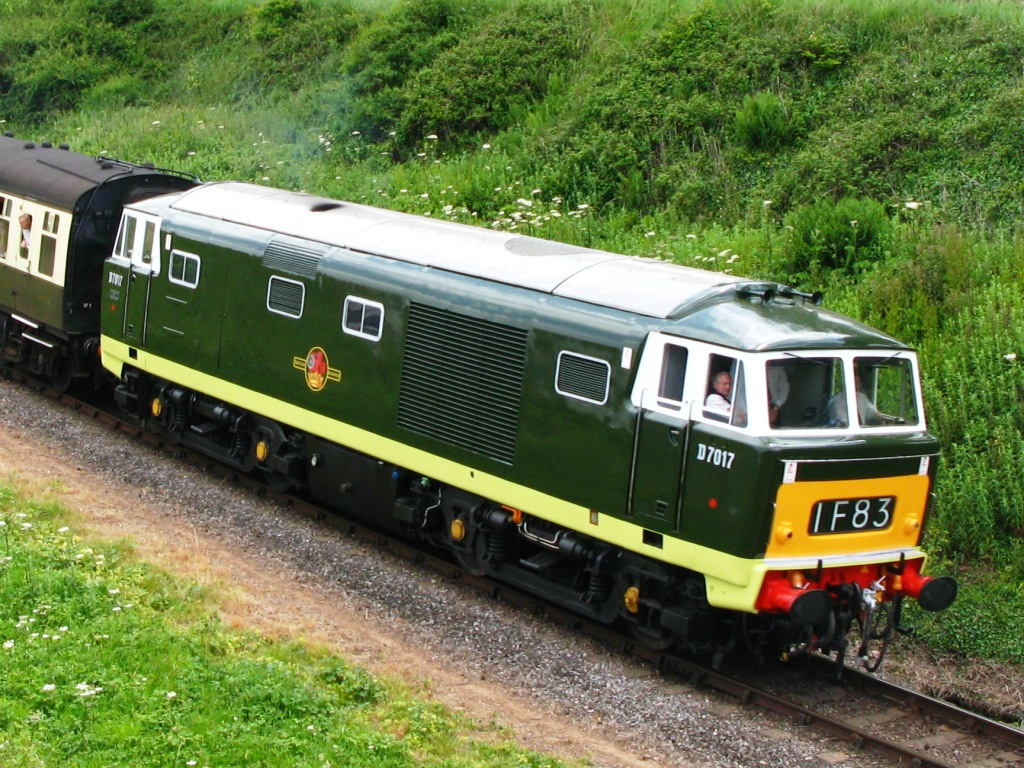
D3号 / くま（Bear）のモデルとなった、35形「ハイメック」。
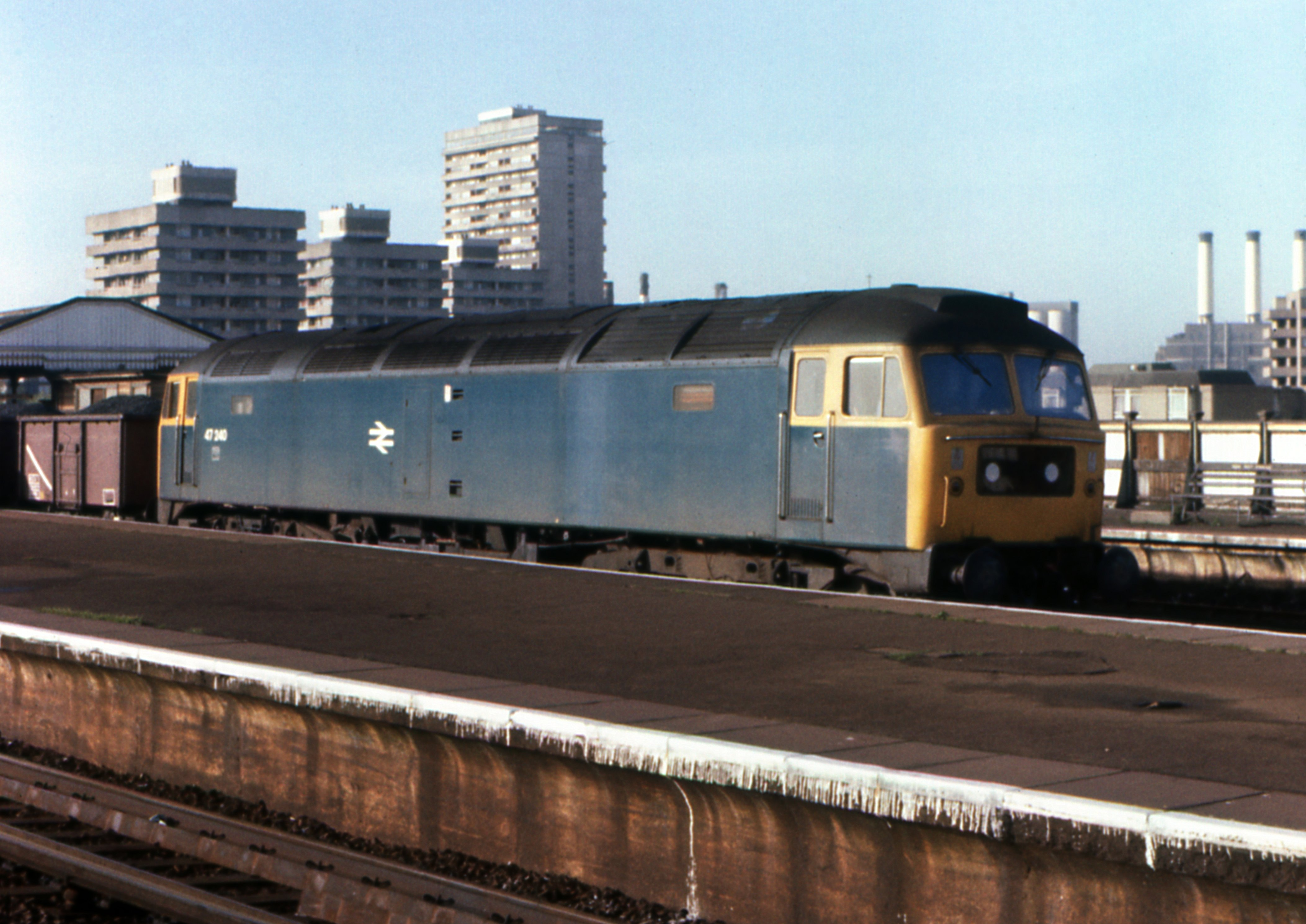
工場のディーゼル（the "Works Diesel"） のモデルとなった47形。
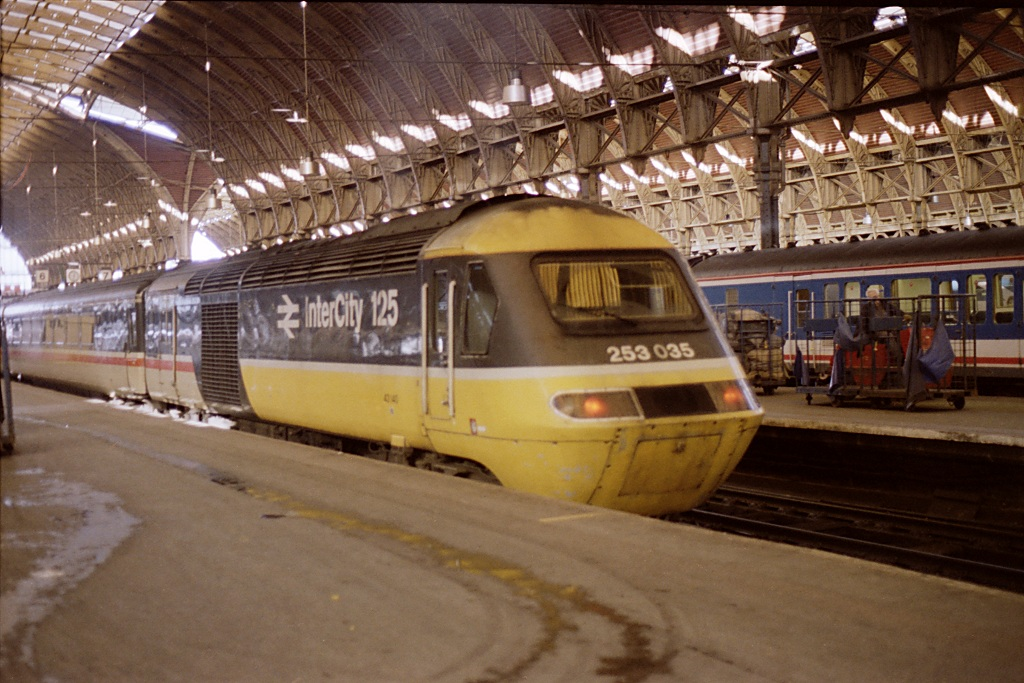
ピップとエマ（Pip&Emma）のモデルとなった43形HST。

## 他項目で紹介している機関車
こうざんてつどう・スカーローイ鉄道のディーゼル機関車

ちんまり鉄道のディーゼル機関車